# Ya Salame
Ya Salame ist ein Lied des deutschen Rappers Luciano aus dem Jahr 2019, in Zusammenarbeit mit dem deutsch-libanesischen Rapper Samra.

## Entstehung und Veröffentlichung
Das Lied wurde von den beiden Interpreten Hussein Akkouche (Samra) und Patrick Großmann (Luciano) selbst, zusammen mit den Koautoren Joshua Allery (Miksu) und Laurin Auth (Macloud), geschrieben. Letzte beiden, auch bekannt als Duo Miksu/Macloud, zeichneten zudem auch für die Produktion verantwortlich.
Die Erstveröffentlichung von Ya Salame erfolgte als Single am 22. März 2019 bei Locosquad. Diese erschien als digitaler Einzeltrack zum Download und Streaming. Am 29. August desselben Jahres erschien das Lied als Teil von Lucianos dritten Studioalbum Millies (Katalognummer: 00602577619229), dessen erste Singleauskopplung es ist.

## Inhalt
Ya Salame ist ein Deutschrap-Titel mit Trap-Elementen. Die Titelbezeichnung leitet sich aus dem arabischen Ausdruck „Ya Salām“ (يا سلام) ab, das wörtlich „Oh, wie wunderbar“ bedeutet.

## Musikvideo
Das dazugehörige Musikvideo entstand unter der Regie von Felix Aaron und feierte seine Premiere am Tag der Singleveröffentlichung auf der Videoplattform YouTube. Bis Juli 2025 zählte das Video über 17 Millionen Aufrufe auf dem Videoportal.

## Rezeption
Das deutschsprachige Online-Magazin laut.de lobte die Produktion, deren minimalistischen und düsteren Klang hervorgehoben wurde, der den aggressiven Ton des Liedes unterstütze.

## Kommerzieller Erfolg

### Chartplatzierungen
| ChartsChartplatzierungen | Höchstplatzierung | Wochen |
| ------------------------ | ----------------- | ------ |
| Deutschland (GfK)        | 5 (7 Wo.)         | 7      |
| Österreich (Ö3)          | 5 (5 Wo.)         | 5      |
| Schweiz (IFPI)           | 8 (4 Wo.)         | 4      |

### Auszeichnungen für Musikverkäufe
| Land/Region        | Auszeichnungen für Musikverkäufe (Land/Region, Auszeichnung, Verkäufe) | Verkäufe |
| ------------------ | ---------------------------------------------------------------------- | -------- |
| Deutschland (BVMI) | Gold                                                                   | 200.000  |
| Schweiz (IFPI)     | Platin                                                                 | 30.000   |
| Insgesamt          | 1× Gold · 1× Platin ·                                                  | 230.000  |